# Copa Bicentenario 2016
La Copa Bicentenario 2016 è stata una competizione di calcio argentina organizzata dell'AFA che ha messo di fronte il Lanús, vincitore del Torneo de Transición 2014 ed il Racing Club, vincitore Primera División 2016.
La squadra di casa è stata determinata tramite un sorteggio. Il nome del torneo è dedicato al 200º anniversario della Dichiarazione di indipendenza dell'Argentina.
Il Lanús ha vinto l'incontro per 1-0 laureandosi campione. È inoltre automaticamente qualificato per la Coppa Sudamericana 2017.

## Tabellino
| Arbitro: | Germán Delfino |

|  |           |                  |
|  | Marcatori | 90+1’ Montenegro |

|  | Racing Avellaneda | Lanús |

| RACING CLUB: |    |                    |     |     |
|              |    |                    |     |     |
| P            | 21 | Nelson Ibáñez      |     |     |
| D            | 18 | Francisco Cerro    |     |     |
| D            | 2  | Nicolás Sánchez    |     |     |
| D            | 3  | Leandro Grimi      | 32’ |     |
| D            | 13 | Emiliano Insúa     | 89’ |     |
| C            | 17 | Marcos Acuña       | 27’ |     |
| C            | 15 | Ezequiel Videla    | 30’ | 61’ |
| C            | 11 | Luciano Aued       | 54’ |     |
| A            | 10 | Óscar Romero       | 15’ |     |
| A            | 9  | Lisandro López (C) |     |     |
| A            | 7  | Gustavo Bou        |     |     |
| Sostituti:   |    |                    |     |     |
| P            | 12 | Juan Musso         |     |     |
| D            | 26 | Miguel Barbieri    |     |     |
| D            | 20 | Sergio Vittor      |     |     |
| C            | 6  | Willian Candia     |     |     |
| C            | 8  | Diego González     |     | 61’ |
| A            | 32 | Lautaro Martínez   |     |     |
| A            | 19 | Brian Mansilla     |     |     |
| Allenatore:  |    |                    |     |     |
| Facundo Sava |    |                    |     |     |

| LANÚS:        |    |                    |     |     |
|               |    |                    |     |     |
| P             | 12 | Matías Ibáñez      |     |     |
| D             | 4  | José Luis Gómez    |     |     |
| D             | 14 | Marcelo Herrera    | 86’ |     |
| D             | 6  | Diego Braghieri    |     |     |
| D             | 21 | Nicolás Pasquini   | 52’ |     |
| C             | 27 | Román Martínez     | 32’ |     |
| C             | 30 | Iván Marcone       | 79’ |     |
| C             | 19 | Nicolás Aguirre    |     | 73’ |
| A             | 7  | Lautaro Acosta     |     |     |
| A             | 9  | José Sand (C)      | 34’ |     |
| A             | 10 | Miguel Almirón     |     |     |
| Sostituti:    |    |                    |     |     |
| P             | 31 | Esteban Andrada    |     |     |
| D             | 17 | Rodrigo Erramuspe  |     |     |
| D             | 16 | Alejandro Silva    |     |     |
| C             | 13 | Marcos Pinto       |     |     |
| C             | 5  | Agustín Pelletieri |     |     |
| A             | 25 | Marcelino Moreno   |     |     |
| A             | 26 | Brian Montenegro   |     | 73’ |
| Allenatore:   |    |                    |     |     |
| Jorge Almirón |    |                    |     |     |

|  |